# Kommendörsätt
Kommendörsätt är ett begrepp som infördes 1778 under kung Gustav III tid för innehavare av kommendörsvärdighet eller högre av de fyra svenska kungliga riddarordnarna, i praxis Svärdsorden eller Nordstjärneorden.
Den obetitlade adeln är indelad i två klasser, riddar- respektive svenneklass, och kommendörsätt räknas således vid sidan om "riddarätterna" till förnämare riddarklassen. Eftersom vanligen en redan adlig medlem upphöjdes delades vissa ätter i två, vilka fick olika nummer i Riddarhusets indelning. Kommendörsätter tillkom endast under Gustav III:s och Gustav IV Adolfs regering och försvann i och med 1809 års regeringsform. De som redan fanns klassade fick kvarstå i Riddarhusets indelning i svenneklassen.

## Kommendörsätter
- Adlercreutz
- Carleson
- von Engeström
- Horn af Rantzien
- Lagerheim
- Montgomery
- Nauckhoff
- Nordenskiöld
- von Strussenfelt
- af Trolle
- Vult von Steijern
- af Wetterstedt

## Källa
- Store Norske Lexikon: Kommendörsätt